# Кукла (телесериал, 2002)
«Кукла» — русскоязычный украинский 12-серийный телефильм 2002 года, снятый Борисом Небиеридзе и Владимиром Попковым по сценарию Олега Приходько.
Премьера телесериала состоялась 26 ноября 2002 года на телеканале «Интер» (Украина). В России телесериал транслировался на «НТВ» 9 декабря 2002 года и на «Первом канале» 30 июня 2003 года.

## Сюжет
В ходе избирательной компании группа влиятельных лиц из государственных структур пытается обеспечить победу губернатора Гридина. У Гридина есть серьёзные конкуренты — мэр Астраханов и олигарх Берлинский. В газете «Столичная жизнь» появляется статья «Победителей не судят!», в которой журналист Козлов обвиняет ГУВД в инсценировке покушения на действующего губернатора. Через некоторое время Козлова находят убитым в своей квартире. На расследование убийства берётся частный детектив Кравцов, приехавший из Москвы в областной центр.

## Роли исполняют

### В главных ролях
- Сергей Шакуров — Константин Григорьевич Гридин, губернатор
- Александр Дедюшко — Джокер, частный детектив
- Игорь Бочкин — Иван Николаевич Кравцов, бывший следователь прокуратуры

### В ролях
- Евгений Паперный — Аркадий Давидович Хализов, глава областной администрации
- Лесь Сердюк — Геннадий Матвеевич Дворцов, генерал-майор милиции
- Олег Комаров — Антон Борисович Федин, прокурор
- Андрей Подубинский — Николай Ставров
- Сергей Романюк — Игорь Иосифович Давыдов, полковник УФСБ
- Анатолий Дяченко — Анатолий Сергеевич Астраханов
- Виталий Борисюк — Евдокимов по кличке «Монгол»
- Давид Бабаев — Анатолий Макарович Берлинский
- Игорь Петрусенко — Волков, помощник Гридина
- Виктория Малекторович — Нелли Алексеевна Грошевская, журналистка
- Татьяна Назарова — Дина Ивановна Гридина, жена губернатора
- Юрий Кот — Валентин Саенко, телохранитель Гридина
- Андрей Саминин — Игорь Васин, журналист
- Станислав Боклан — Август Джарданов, майор
- Виталий Линецкий — Полянский
- Александр Бондаренко — Асхад Атуев
- Ирина Бунина — Алевтина Васильевна Козлова
- Олег Замятин — Павел Сергеевич Козлов, журналист
- Александр Данилевич — капитан Тарасов
- Валерий Легин — Лев Сергеевич Левин
- Юрий Мажуга
- Владимир Ямненко — Красильников по кличке «Вертлявый»
- Галина Опанасенко — Роза Максимовна Закирова
- Олег Масленников — Лео Шатров, доктор
- Татьяна Гайдук
- Елена Ерёменко — подруга Дины
- Александр Никитин — бармен
- Валерий Шалыга — Семён Викторович, доктор
- Елена Ставицкая — Вика
- Виктор Черняков — Егор Александрович, вахтёр из общежития
- Виктор Сарайкин — Никичаев, капитан ДПС
- Ольга Бура — журналистка
- Виктор Полторацкий — киллер
- Владимир Ярош — Кирилюк, журналист
- Вячеслав Стасенко — журналист

### В эпизодах
- Михаил Жонин
- Елена Пастревич
- Борис Георгиевский
- Олег Треповский
- Агафья Болотова
- Галина Долгозвяга
- Геннадий Попенко
- Сергей Сипливый
- Сергей Пономаренко
- Александр Красько
- Сергей Завалий
- Дмитрий Тубольцев
- Константин Косинский
- Ольга Орлова
- Ирина Новосаденко
- Алёна Коровка
- Наталия Танасиенко-Котловская

## Съёмочная группа
- Режиссёры: Борис Небиеридзе, Владимир Попков
- Автор сценария: Олег Приходько
- Оператор: Павел Небера
- Композитор: Олег Кива
- Художник: Инна Быченкова
- Продюсеры: Владимир Досталь, Дмитрий Ливинец

## Издания
25 сентября 2008 года телесериал вышел на DVD компанией «Русское счастье».